# سه‌چکه
سه چکه، روستایی از توابع بخش مرکزی شهرستان سیاهکل در استان گیلان ایران است.

## جمعیت
این روستا در دهستان توتکی قرار دارد و براساس سرشماری مرکز آمار ایران در سال ۱۳۸۵، جمعیت آن ۱۸ نفر (۵خانوار) بوده‌است.